# Michalovice (Vysočina)
Michalovice é uma comuna checa localizada na região de Vysočina, distrito de Havlíčkův Brod.